# Condado de Aurora
El condado de Aurora (en inglés: Aurora County, South Dakota), fundado en 1879,  es uno de los 66 condados en el estado estadounidense de Dakota del Sur. En el 2000 el condado tenía una población de 3058 habitantes en una densidad poblacional de 2 personas por km². La sede del condado es Plankinton.

## Geografía
Según la Oficina del Censo, el condado tiene un área total de 1845 km² (712,4 mi²), de la cual 1834 km² (708,1 mi²) es tierra y 11 km² (4,2 mi²) es agua.

### Condados adyacentes
- Condado de Jerauld - norte
- Condado de Sanborn - noroeste
- Condado de Davison - este
- Condado de Douglas - sur
- Condado de Charles Mix - suroeste
- Condado de Brule - oeste

## Demografía
En el 2000 la renta per cápita promedia del condado era de $29 783, y el ingreso promedio para una familia era de $37 227. El ingreso per cápita para el condado era de $13 887. En 2000 los hombres tenían un ingreso per cápita de $25 786 versus $21 250 para las mujeres. Alrededor del 11.40% de la población estaba bajo el umbral de pobreza nacional.
| 1900 | 1910 | 1920 | 1930 | 1940 | 1950 | 1960 | 1970 | 1980 | 1990 | 2000 | Est. 2008 |
| ---- | ---- | ---- | ---- | ---- | ---- | ---- | ---- | ---- | ---- | ---- | --------- |
| 4011 | 6143 | 7246 | 7139 | 5387 | 5020 | 4749 | 4183 | 3628 | 3136 | 3058 | 2867      |

## Ciudades y pueblos
- Aurora Center
- Plankinton
- Stickney
- Storla
- White Lake

## Principales carreteras
- Interestatal 90
- Carretera de U.S. 281
- Carretera de Dakota del Sur 42